# Simon Strübin
Simon Strübin (ur. 21 marca 1979) – szwajcarski curler. Brązowy medalista olimpijski, medalista mistrzostw świata i Europy.

## Osiągnięcia

### Igrzyska Olimpijskie
W 2010 roku w Vancouver zdobył brązowy medal, razem z Ralphem Stöcklim, Janem Hauserem, Markusem Egglerem i Tonim Müllerem.

### Mistrzostwa świata
Czterokrotnie brał udział w mistrzostwach świata w curlingu, raz zdobywając srebro (2003).

### Mistrzostwa Europy
Dwukrotnie brał udział w mistrzostwach Europy w curlingu. W 2009 zdobył srebrny medal.